# Stockholmsåsen
Stockholmsåsen est un esker qui s'étend sur 60 km de Arlanda à Jordbro dans l'Uppland et le Södermanland en Suède. Il traverse Stockholm y compris Gamla Stan. À Norrmalm, l'esker prend le nom de Brunkebergsåsen et a été en grande partie éliminé par les différents aménagements à travers l'histoire, en particulier le redéveloppement de Norrmalm (années 1950-1960).

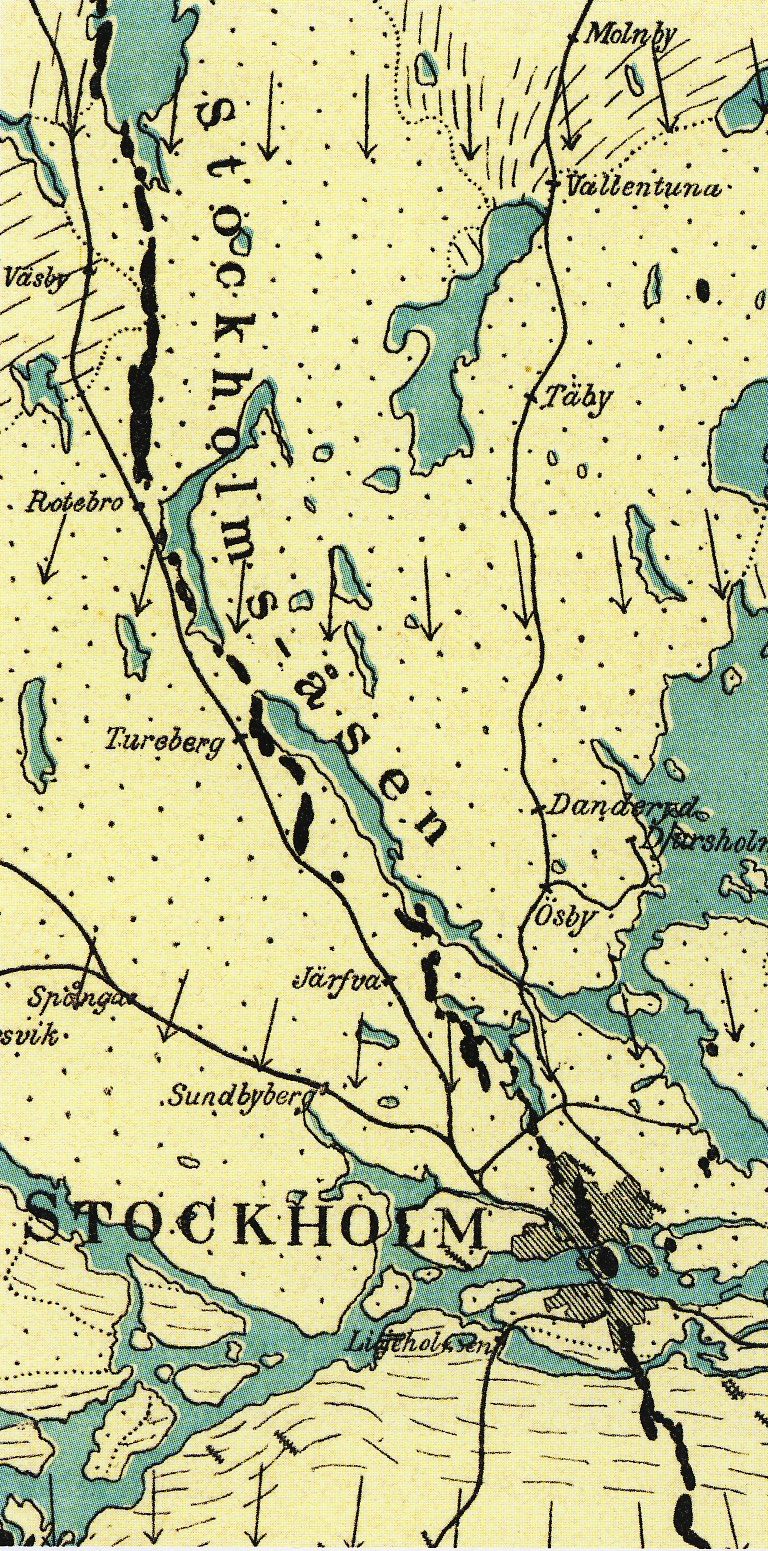
Carte de 1897 du Stockholmsåsen.